# Macintosh II
Apple MACINTOSH II (MACINTOSH II) је био професионални рачунар фирме Епл (Apple) који је почео да се производи у САД од 1987. године.
Користио је Motorola MC 68020 као микропроцесор. РАМ меморија рачунара је имала капацитет од 1 MB, до 8 MB на плочи и 2 GB преко NuBus додатака. 
Као оперативни систем кориштен је Macintosh System 4.0 + Finder 5.4 (може да користи све до System 7.5.5).

## Детаљни подаци
Детаљнији подаци о рачунару MACINTOSH II су дати у табели испод.
|                       |                                                                            |
| [ 1 ]                 |                                                                            |
| Произвођач            | Епл                                                                        |
| Тип                   | професионални рачунар                                                      |
| Меморија              | 1 MB, до 8 на плочи и 2 GB преко NuBus додатака                            |
| Поријекло             | Сједињене Америчке Државе                                                  |
| Година                | 1987                                                                       |
| Тастатура             | пуни помак тастера, 81 тастер, са нумеричком тастатуром и тастерима смјера |
| Процесор              |                                                                            |
| Фреквенција процесора | 15,66                                                                      |
| RAM                   | 1 MB, до 8 на плочи и 2 GB преко NuBus додатака                            |
| ROM                   | 256                                                                        |
| Текст                 |                                                                            |
| Графика               | 640 x 480 (MAC II користи NUBUS видео картицу, или бољу).                  |
| Боја                  | 16 или 256 између 16,7 милиона                                             |
| Звук                  | Apple звучни чип - 4 гласа 1 канал                                         |
| Димензије             | 47,4 (ширина) x 36,4 (дубина) x 14 (висина) / 12                           |
| Портови               |                                                                            |
| Оперативни систем     |                                                                            |